# Моја борба (шести том)
Моја борба (шести том) (норв. Min Kamp. 6) је шеста и последња књига аутобиографског дела норвешког књижевника Карла Увеа Кнаусгора (норв. Karl Ove Knausgǎrd) (1968) објављена 2011. године.
Српско издање књиге Моја борба (шести том) објавила је издавачка кућа "Booka" из Београда 2019. године у преводу Радоша Косовића.

## О аутору
Карл Уве Кнаусгор је рођен 1968. у Ослу. Одрастао је на Трумеји и у Кристијансанду. Похађао је Академију за уметничко писање и студирао историју уметности и књижевност. Радио је као уредник књижевног часописа. Године 1998. дебитовао је романом Ван света (Ute av verden) са којим је постигао велики успех и постао први дебитант који је добио престижну награду норвешке критике „Kritikerprisen“.

## О серијалу
Шестотомни аутобиографски роман Моја борба је излазио у периоду од 2009. до 2011. године. Серијал је постигао велики успех у Скандинавији и у свету али је исто тако изазвао и многе дилеме због отворености. Писао је отворено о стварним личностима и догађајима.
У шест томова серијала Моја борба, на више од 3.500 страница, аутор испитује живот, смрт, љубав и књижевност:
- Моја борба (први том)
- Моја борба (други том)
- Моја борба (трећи том)
- Моја борба (четврти том)
- Моја борба (пети том)
- Моја борба (шести том)

## О књизи
Шестом и последњом књигом серијала Моја борба Кнаусгор испитује живот, смрт, љубав и књижевност.
У последњем тому књиге Моја борба аутор пише о суочавању с притиском који је уследио са успехом првих књига серијала. Пише и о његовим последицама, те ова књига истовремено представља медитацију о писању и његовом односу према стварности. Књига је и опис пишчевог односа према самом себи – његовим амбицијама, сумњама и манама.

## Издања
Роман Моја борба (шести том) на српском језику је до сада имао два издања од првог објављивања (2019. и 2021).